# Gmina Goshen (hrabstwo Mahoning)
Gmina Goshen (ang. Goshen Township) – gmina w Stanach Zjednoczonych, w stanie Ohio, w hrabstwie Mahoning. W 2020 roku liczyła 3101 mieszkańców.